# Фредді (співак)
Габор Альфред Фегерварі (угор. Fehérvári Gábor Alfréd; 8 квітня 1990), відоміший під своїм сценічним ім'ям Фредді (угор. Freddie) — угорський співак. 2016 року у Стокгольмі представляв Угорщину на Євробаченні 2016 із піснею «Pioneer».

## Біографія

### Перші роки
Габор Альфред Фегерварі народився 8 квітня 1990 року в угорському місті Дьйор. Ще з дитинства він почав цікавитися музикою, а також складати власні вірші — угорською та англійською мовами. Габор був професійним баскетболістом, доки не отримав серйозну травму.

### Початок музичної кар'єри
2010 року Фегерварі бере участь в угорській версії шоу «Rising Star», де займає четверте місце. 14 травня 2015 року Габор випускає свій перший сингл «Mary Joe», автором якого став угорський представник на Євробаченні 2014 Андраш Каллаї-Сондерс. В листопаді 2015 року Фегерварі вперше використовує псевдонім Фредді і презентує свій другий сингл «Neked nem kell» угорською мовою.

### A Dal і Євробачення 2016
2016 року Габор Фегерварі під псевдонімом Фредді бере участь в угорському шоу «A Dal 2016» (національному відборі Угорщини на Євробачення 2016) із піснею «Pioneer». Під час фіналу 27 лютого 2016 року Фредді перемагає на відборі і отримує право представляти свою країну на Євробаченні 2016 в Стокгольмі, Швеція.